# Cyrtolaelaps rectus
Cyrtolaelaps rectus är en spindeldjursart som först beskrevs av Berlese 1920.  Cyrtolaelaps rectus ingår i släktet Cyrtolaelaps och familjen Ologamasidae. Inga underarter finns listade i Catalogue of Life.